# Kees van Kersbergen
Cornelis Johannes „Kees“ van Kersbergen (* 1. Oktober 1958) ist ein niederländischer Politologe. Seit 2010 ist er Professor für vergleichende Politikwissenschaft an der Universität Aarhus. In seiner Forschung beschäftigt er sich schwerpunktmäßig mit der politischen Ökonomie und dem Wohlfahrtsstaat.

## Werdegang
Kees van Kersbergen studierte an der Universität Amsterdam Politikwissenschaft und schloss dort 1984 mit einem Master ab. Anschließend war er als wissenschaftlicher Assistent an Universität Amsterdam tätig, ehe er 1987 eine Position am Europäischen Hochschulinstitut in Florenz erhielt. In Florenz wurde er 1991 zum Ph.D. promoviert.
1991 kehrte van Kersbergen in die Niederlande zurück und erhielt eine Stelle als Assistenzprofessor für Politikwissenschaft an der Vrije Universiteit Amsterdam. In den Jahren 1996 und 1997 hielt er sich zudem als Gastwissenschaftler erneut am Europäischen Hochschulinstitut sowie an der University of North Carolina at Chapel Hill auf und hielt eine Honorarprofessur an der Universität Antwerpen. 1997 berief ihn die Universität Nijmegen auf eine volle Professur für Politikwissenschaft. 2003 wechselte er in gleicher Funktion wieder an die VU Amsterdam. Ab 2004 amtierte er dort auch als Vorsitzender des Fachbereichs für Politikwissenschaft. 2006 folgte eine kurzzeitige Gastprofessur an der Universitat Pompeu Fabra in Barcelona. Von 2008 bis 2009 war er zudem als Gastwissenschaftler ein Jahr lang am Exzellenzcluster Kulturelle Grundlagen von Integration der Universität Konstanz tätig. Im Jahr 2010 folgte van Kersbergen einem Ruf der Universität Aarhus nach Dänemark und übernahm dort eine Professur für vergleichende Politikwissenschaft.

## Forschung und Rezeption
In seiner Forschung befasst sich Kees van Kersbergen allgemein mit den Bedingungen und Auswirkungen gesellschaftlicher Ungleichheiten und Staatstätigkeit, hauptsächlich im Hinblick auf den Wohlfahrtsstaat. Dabei untersucht er unter anderem wohlfahrtsstaatliche Reformen, insbesondere im Zusammenhang mit sozialen Investitionen, und befasst sich mit generellen Fragen der Governance. Ein weiterer Schwerpunkt seiner Arbeit liegt hierbei auch auf den Auswirkungen der digitalen Transformation auf Demokratie und Staatstätigkeit.
Die größte Bekanntheit erlangte van Kersbergen für seine Arbeiten zum Verhältnis von Christdemokratie und Wohlfahrtsstaat, vor allem mit seinem 1995 erschienenen Buch Social Capitalism: A Study of Christian Democracy and the Welfare State als meistrezipierter Veröffentlichung. Darin beschreibt er die Präferenz von christdemokratischen Parteien für einen Wohlfahrtsstaat auf Basis von sozialen Versicherungen und Subsidiarität der Leistungen, im Gegensatz zu sozialen Investitionen wie durch eine ausgedehnte Bildungspolitik, und grenzt dies von bisherigen Ausprägungsformen verschiedener wohlfahrtsstaatlicher Arrangements wie dem liberalen und dem sozialdemokratischen Modell ab. Für das Buch wurde er 1996 mit dem Stein-Rokkan-Preis für vergleichende Sozialforschung des Internationalen Rats für Sozialwissenschaften der UNESCO ausgezeichnet.
Insgesamt wurden die Veröffentlichungen van Kersbergens über 10.000 Mal in anderen wissenschaftlichen Arbeiten zitiert, mit einem h-Index von 42.

## Werke (Auswahl)
Als Autor:
- Social Capitalism: A Study of Christian Democracy and the Welfare State. Routledge, London/New York 1995.
- Mit Barbara Vis: Comparative Welfare State Politics: Development, Opportunities, and Reform. Cambridge University Press, New York 2014.
- Mit Carsten Jensen: The Politics of Inequality. Palgrave, London/New York 2017.

Als Herausgeber:
- Mit Robert H. Lieshout und Grahame Lock: Expansion and Fragmentation: Internationalization, Political Change and the Transformation of the Nation State. Amsterdam University Press, Amsterdam 1999.
- Mit Philip Manow: Religion, Class Coalitions and Welfare State Regimes. Cambridge University Press, New York 2009.
- Mit Marius Busemeyer, Achim Kemmerling und Paul Marx: Digitalization and the Welfare State. Oxford University Press, Oxford/New York 2022.